# Смелзер, Нил
Нил Джозеф Сме́лзер (англ. Neil Joseph Smelser; 22 июля 1930 — 2 октября 2017) — американский социолог, один из создателей экономической социологии как полноценной дисциплины.
Доктор философии (1958). В 1994-2001 годах директор Center for Advanced Study in the Behavioral Sciences. В 1958-1994 годах на кафедре социологии Калифорнийского университета в Беркли.
Член Американского философского общества (1976) и Национальной академии наук США (1993), иностранный член Российской академии наук (2006).

## Биография
Получил степень бакалавра в Гарвардском университете в 1952 году, на кафедре социальных отношений. С того же года и по 1954 год являлся стипендиатом Родса в Оксфордском университете, где изучал экономику, философию и политику и получил степень бакалавра искусств. 
Докторскую степень получил в Гарварде в 1958 году. 
Изучал психоанализ в San Francisco Psychoanalytic Institute и окончил его в 1971 году.
В 1973 году получил стипендию Гуггенхайма.
Более 30 лет преподавал в Калифорнийском университете в Беркли, затем стал директором крупнейшего исследовательского центра в области социальных наук при Стенфордском университете. Член Американской академии искусств и наук. Являлся членом редколлегий многих социологических журналов, был редактором ведущего американского социологического журнала «Sociological Review». 
В 1995—1996 годах президент Американской социологической ассоциации и в Международной социологической ассоциации. С 1986 года был членом исполкома Международной социологической ассоциации, а в 1991 году избран её вице-президентом и в 1994 году председателем программного комитета XIII Социологического конгресса.
В России в 1994 году была издана «Социология» Смелзера, которая долгое время была единственным переводным учебником по социологии и пользовалась огромной популярностью.

## Основные работы
- Theory of Collective Behavior (1962, 1972)
- The sociology of economic life (1965)
- Economics and Sociology: Towards an Integration (1976)
- Social Paralysis and Social Change: British Working-Class Education in the Nineteenth Century (1991)
- Social Change in the Industrial Revolution: An Application of Theory to the British Cotton Industry (1994)
- The Social Edges of Psychoanalysis (1999)
- Diversity and Its Discontents: Cultural Conflict and Common Ground in Contemporary American Society (1999)

## Публикации на русском языке
- Смелзер Н. Социология / Под ред. В. А. Ядова. — М.: Феникс, 1994. — 688 с.
- Смелзер Н. Д. Социология // Социологические исследования. — 1992. — № 4. — С. 79—91.
- Смелзер Н. Социализация: основные проблемы и направления исследований // Социальная психология: Хрестоматия: Учебное пособие для студентов вузов / Сост. Е. П. Белинская, О. А. Тихомандрицкая. — М: Аспект Пресс, 2003. — С. 327—349.